# 拟鸡油菌属
拟鸡油菌属（学名：Cantharellopsis ）为口蘑科的一个属。

## 下属物种
本属包括以下物种：
- 银白拟鸡油菌 Cantharellopsis prescotii (Weinm.) Kuyper